# Slavey
Slavey (også skrevet slave) er et indfødt folkeslag i Canada. De hører til dene-folkegruppen og bor hovedsagelig i området omkring Great Slave Lake i den sydlige del af Nordvestterritoriet, men også i den nordøstlige del af British Columbia og det nordvestlige Alberta.
Navnet blev tidligere skrevet «slave» på engelsk, men blev ændret for at undgå forvirring med det almindelige substantiv for slaveri. Navneforvirringen eksisterer dog fremdeles med hensyn til Store Slavesø og floden Slave River, hvor navnene er afledt af navnet på folkeslaget, men hvor stavemåden ikke er ændret.